# Ágnes Osztolykán
Ágnes Osztolykán (Csenger, 3 novembre 1974) è una politica e attivista ungherese di etnia rom, membro dell'Assemblea nazionale ungherese tra il 2010 e il 2014. Ha ricevuto il premio International Women of Courage Award 2011 dal Dipartimento di Stato degli Stati Uniti ..

## Biografia

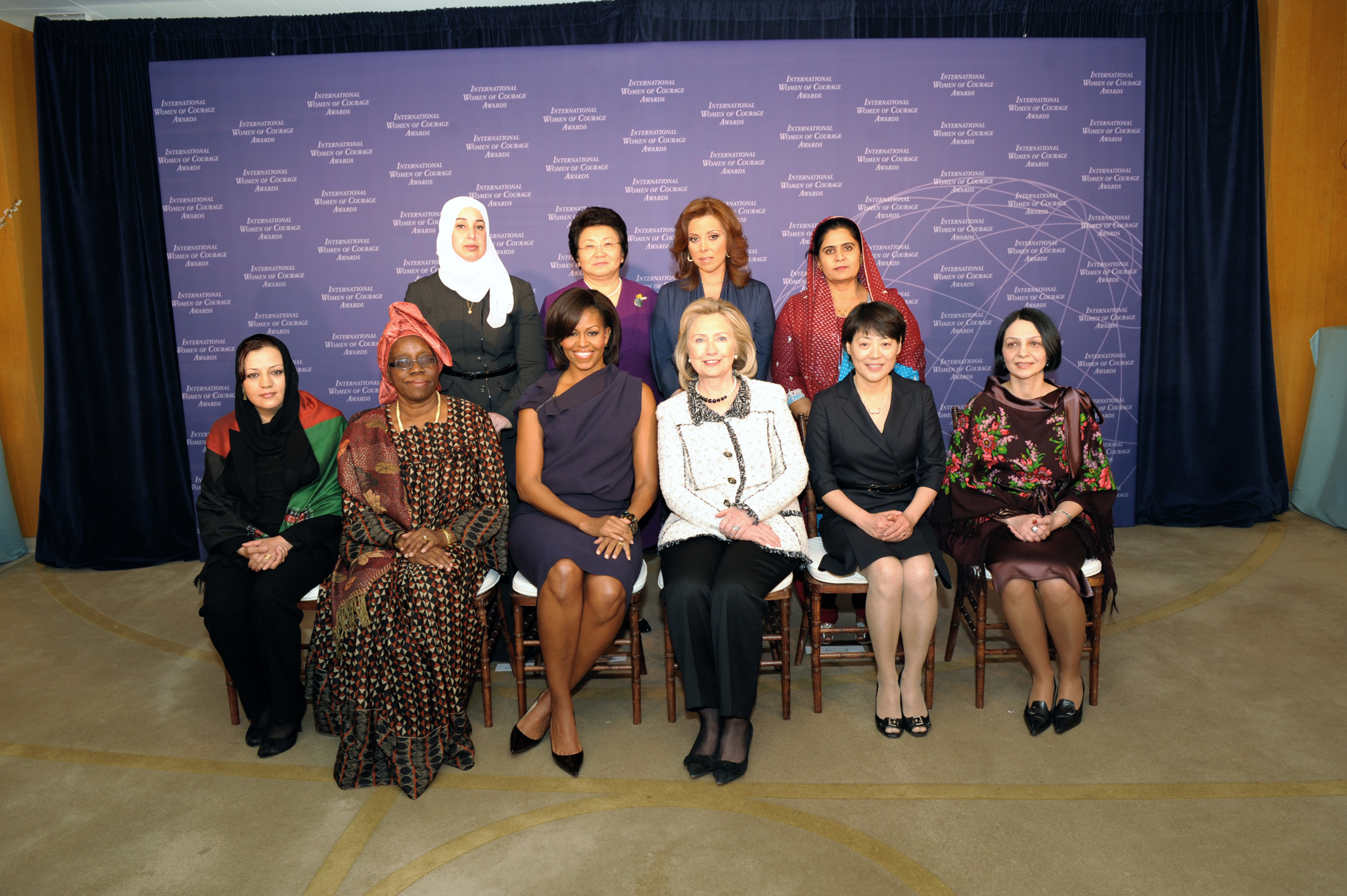
Ágnes Osztolykán (seduta in prima fila all'estrema destra) posa durante la cerimonia del premio Women of Courage 2011, 8 marzo 2011. Fila posteriore in piedi, da sinistra a destra: Eva Abu Halaweh della Giordania, Roza Otunbaeva del Kirghizistan, Marisela Morales Ibañez del Messico, Ghulam Sughra del Pakistan. Prima fila seduta, da sinistra a destra: Maria Bashir dell'Afghanistan, Henriette Ekwe Ebongo del Camerun, Michelle Obama, Hillary Clinton, Jianmei Guo della Cina

Osztolykán si è laureata in Scienze politiche all'Università di Miskolc nel 1998. Successivamente ha lavorato per la Fondazione Soros, e per sei anni è stata a capo del programma del Decennio di inclusione dei rom presso il Ministero degli affari sociali e del lavoro.
È stata eletta in Parlamento nel 2010 ed è stata membro del gruppo parlamentare del partito La Politica può essere Diversa (Lehet Más a Politika, LMP), il partito verde ungherese. Il 26 novembre 2012 è stata nominata vicepresidente del gruppo parlamentare LMP.
Osztolykán è un attivista per l'educazione dei bambini rom, i diritti dei rom e delle minoranze e l'integrazione sociale dei rom in Ungheria. È una grande sostenitrice della formazione professionale che offre agli studenti competenze commercializzabili per il mercato del lavoro. Al di fuori delle sue funzioni parlamentari, lavora come insegnante volontaria in una scuola professionale a maggioranza rom nell'ottavo distretto, il più povero di Budapest .